# 21 Grammes
Série Trilogie d'Alejandro González Iñárritu
Amours chiennes
(2000) Babel
(2006)
Pour plus de détails, voir Fiche technique et Distribution.
21 Grammes (21 Grams) est un film américain réalisé par Alejandro González Iñárritu et sorti en 2003.
C'est le deuxième volet de la « trilogie de la mort » d'Alejandro González Iñárritu, après Amours chiennes (2000) et avant Babel (2006).

## Synopsis
Vivant un mariage sans amour avec Mary, Paul, professeur de mathématiques, est en attente d’une greffe de cœur. Mariée et mère de deux petites filles, Cristina, ex-toxicomane, mène une existence heureuse et paisible auprès de son mari Michael. À peine sorti de prison où il a trouvé la foi, Jack, gangster repenti, veut reconstruire son foyer et venir en aide aux jeunes délinquants. Un terrible accident va réunir ces trois personnes et les changer à jamais. Elles vont s'affronter, se haïr et s'aimer.

## Fiche technique
Sauf indication contraire, les informations mentionnées dans cette section peuvent être confirmées par la base de données cinématographiques IMDb,  présente dans la section « Liens externes ».
- Titre original : 21 Grams
- Titre français et québécois : 21 Grammes
- Réalisation : Alejandro González Inárritu
- Scénario : Guillermo Arriaga
- Musique : Gustavo Santaolalla
- Direction artistique : Deborah Riley
- Décors : Brigitte Broch et Meg Everist
- Costumes : Marlene Stewart
- Photographie : Rodrigo Prieto
- Son : Brad Sherman, Jon Taylor
- Montage : Stephen Mirrione
- Production : Alejandro González Inárritu et Robert Salerno

Production associée : Guillermo Arriaga
Production déléguée : Ted Hope
- Sociétés de production[1] : This Is That Productions et Y Productions, en association avec Mediana Productions Filmgesellschaft
- Sociétés de distribution[1] : Focus Features (États-Unis), ARP Sélection (France)
- Budget : 20 millions de $[2]
- Pays de production :  États-Unis
- Langue originale : anglais
- Format[3] : couleur (DeLuxe) - 35 mm - 1,85:1 (Panavision) - son DTS | Dolby Digital
- Genre : Drame, Thriller, Policier
- Durée : 124 minutes
- Dates de sortie[4] :
  - Italie : 5 septembre 2003 (Mostra de Venise)
  - États-Unis : 21 novembre 2003
  - France, Suisse romande : 21 janvier 2004
  - Belgique : 11 février 2004
- Classification[5] :
  -  États-Unis : Interdit aux moins de 17 ans (R – Restricted)[Note 1].
  -  France : Tous publics (visa d'exploitation no 109650 délivré le 21 janvier 2004)[6],[7].

## Distribution
- Sean Penn (VF : Emmanuel Karsen ; VQ : Sébastien Dhavernas) : Paul Rivers
- Benicio del Toro (VF: Marc Alfos ; VQ: Benoît Rousseau) : Jack Jordan
- Naomi Watts (VF: Agathe Schumacher ; VQ : Pascale Montreuil) : Cristina Peck
- Charlotte Gainsbourg (VF : elle-même ; VQ : Éveline Gélinas) : Mary Rivers, la femme de Paul
- Melissa Leo (VF : Maïté Monceau ; VQ : Danièle Panneton) : Marianne Jordan, la femme de Jack
- Catherine Dent (VF : Mélody Dubos) : Ana
- Danny Huston : Michael Peck, le mari de Cristina
- Eddie Marsan : le révérend John
- Clea DuVall : Claudia, la sœur de Cristina
- Jerry Chipman : le père de Cristina
- Tony Vaughn : Al, l'employeur de Jack au golf
- John Rubinstein (VF : Vincent Violette) : le gynécologue
- Annie Corley : Trish
- Denis O'Hare : le docteur Rothberg

Sources et légende : version française (VF) sur Allodoublage. version québécoise (VQ) sur Doublage Québec

## Accueil

### Accueil critique
Le film recueille 81 % de critiques positives, avec un score moyen de 7,5/10 et sur la base de 175 critiques collectées, sur le site internet Rotten Tomatoes. Il obtient un score de 70/100, sur la base de 41 critiques, sur Metacritic.
En France, les critiques ont également été très positives dans l'ensemble. Le Figaroscope évoque « une brillante méditation sur le hasard, les remords et la vie », Le Nouvel Observateur « un puzzle virtuose qui place le spectateur en état de choc », Positif « une expérience rare » et une « fulgurante intensité émotionnelle », Première une mise en scène brillante et « un sans-faute », les Inrockuptibles « une interprétation hors pair ». Seuls Les Cahiers du cinéma et Chronic'art délivrent des critiques négatives.

### Box-office
Le film a rapporté 60 427 839 $ au box-office mondial (dont 16 290 476 $ aux États-Unis. Il a attiré dans les salles de cinéma 707 716 spectateurs en France, 157 477 au Québec, 136 431 en Belgique et 81 795 en Suisse.

## Distinctions
Entre 2003 et 2005, 21 Grammes a été sélectionné 109 fois dans diverses catégories et a remporté 30 récompenses,.

### 2003
| Année | Festivals de cinéma                                                            | Catégorie / Récompense                                                | Nommé(es) / Lauréat(es)                                                                                   | Nommé(es) / Lauréat(es) |
| ----- | ------------------------------------------------------------------------------ | --------------------------------------------------------------------- | --- | ----------------------- |
| 2003  | Association des critiques de cinéma du sud-est                                 | Meilleure actrice                                                     | Naomi Watts                                                                                               | Lauréat                 |
| 2003  | Association des critiques de films de la région de Washington DC               | Prix WAFCA de la meilleure actrice                                    | Naomi Watts                                                                                               | Lauréat                 |
| 2003  | Association des critiques de films de la région de Washington DC               | Prix WAFCA du meilleur acteur dans un second rôle                     | Benicio del Toro                                                                                          | Lauréat                 |
| 2003  | Association des critiques de films de la région de Washington DC               | Meilleur scénario original                                            | Guillermo Arriaga                                                                                         | Nomination              |
| 2003  | Cercle des critiques de cinéma de New York                                     | Meilleure actrice                                                     | Naomi Watts                                                                                               | Nomination              |
| 2003  | Communauté du circuit des récompenses (Awards Circuit Community Awards (ACCA)) | Meilleur acteur dans un rôle principal                                | Sean Penn                                                                                                 | Nomination              |
| 2003  | Communauté du circuit des récompenses (Awards Circuit Community Awards (ACCA)) | Meilleure actrice dans un rôle principal                              | Naomi Watts                                                                                               | Nomination              |
| 2003  | Communauté du circuit des récompenses (Awards Circuit Community Awards (ACCA)) | Meilleur acteur dans un second rôle                                   | Benicio del Toro                                                                                          | Nomination              |
| 2003  | Communauté du circuit des récompenses (Awards Circuit Community Awards (ACCA)) | Meilleur scénario original                                            | Guillermo Arriaga                                                                                         | Nomination              |
| 2003  | Communauté du circuit des récompenses (Awards Circuit Community Awards (ACCA)) | Meilleur casting pour un film                                         | Sean Penn, Naomi Watts, Benicio Del Toro, Melissa Leo, Danny Huston, Charlotte Gainsbourg et Eddie Marsan | Nomination              |
| 2003  | Communauté du circuit des récompenses (Awards Circuit Community Awards (ACCA)) | Meilleur montage de film                                              | Stephen Mirrione                                                                                          | Nomination              |
| 2003  | Communauté du circuit des récompenses (Awards Circuit Community Awards (ACCA)) | Mentions honorables (Les dix prochains candidats aux meilleurs films) | Mentions honorables                                                                                       | Nomination              |
| 2003  | Conseil national d'examen du cinéma                                            | Prix NBR du meilleur acteur                                           | Sean Penn                                                                                                 | Lauréat                 |
| 2003  | Conseil national d'examen du cinéma                                            | Prix NBR des dix meilleurs films                                      | - | Lauréat                 |
| 2003  | Festival international du film de Venise,                                      | Prix du public du meilleur acteur                                     | Benicio del Toro                                                                                          | Lauréat                 |
| 2003  | Festival international du film de Venise,                                      | Prix du public de la meilleure actrice                                | Naomi Watts                                                                                               | Lauréat                 |
| 2003  | Festival international du film de Venise,                                      | Coupe Volpi du meilleur acteur                                        | Sean Penn                                                                                                 | Lauréat                 |
| 2003  | Festival international du film de Venise,                                      | Prix Wella                                                            | Naomi Watts                                                                                               | Lauréat                 |
| 2003  | Festival international du film de Venise,                                      | Nommé au Lion d'Or du meilleur film                                   | Alejandro González Iñárritu                                                                               | Nomination              |
| 2003  | Prix du cinéma européen                                                        | Prix international du cinéma                                          | Alejandro González Iñárritu                                                                               | Nomination              |
| 2003  | Prix Schmoes d'or (Golden Schmoes Awards)                                      | Meilleure actrice de l'année                                          | Naomi Watts                                                                                               | Nomination              |
| 2003  | Prix Schmoes d'or (Golden Schmoes Awards)                                      | Meilleure acteur dans un second rôle de l'année                       | Benicio del Toro                                                                                          | Nomination              |
| 2003  | Société des critiques de cinéma de Boston                                      | Meilleure actrice                                                     | Naomi Watts                                                                                               | Nomination              |
| 2003  | Société des critiques de films de San Diego                                    | Prix SDFCS de la meilleure actrice                                    | Naomi Watts                                                                                               | Lauréat                 |
| 2003  | Société des critiques de film en ligne de New York                             | Prix NYFCO des meilleurs films de l'année                             | - | Lauréat                 |
| 2003  | Village Voice Film Poll                                                        | Meilleure performance                                                 | Naomi Watts (4e place)                                                                                    | Nomination              |
| 2003  | Village Voice Film Poll                                                        | Meilleure performance dans un second rôle                             | Melissa Leo (7e place)                                                                                    | Nomination              |

### 2004
| Année | Festivals de cinéma                                                                          | Catégorie / Récompense                                                     | Nommé(es) / Lauréat(es) | Nommé(es) / Lauréat(es) |
| ----- | -------------------------------------------------------------------------------------------- | -------------------------------------------------------------------------- | --- | ----------------------- |
| 2004  | Association centrale des critiques de films de l'Ohio                                        | Meilleur acteur dans un second rôle                                        | Benicio del Toro | Nomination              |
| 2004  | Association centrale des critiques de films de l'Ohio                                        | Meilleur scénario original                                                 | Guillermo Arriaga et Alejandro González Iñárritu | Nomination              |
| 2004  | Association centrale des critiques de films de l'Ohio                                        | Meilleur film                                                              | 10e place | Nomination              |
| 2004  | Association des critiques de cinéma                                                          | Meilleure actrice                                                          | Naomi Watts | Nomination              |
| 2004  | Association des critiques de cinéma                                                          | Meilleur acteur dans un second rôle                                        | Benicio del Toro | Nomination              |
| 2004  | Association des critiques de cinéma de Chicago                                               | Meilleure actrice                                                          | Naomi Watts | Nomination              |
| 2004  | Association des critiques de cinéma de Chicago                                               | Meilleur acteur dans un second rôle                                        | Benicio del Toro | Nomination              |
| 2004  | Association des critiques de cinéma de Chicago                                               | Meilleur scénario adapté                                                   | Guillermo Arriaga | Nomination              |
| 2004  | Association des critiques de cinéma de Dallas-Fort Worth                                     | Meilleure actrice                                                          | Naomi Watts | Nomination              |
| 2004  | Association des critiques de cinéma de Los Angeles                                           | Prix LAFCA de la meilleure actrice                                         | Naomi Watts | Lauréat                 |
| 2004  | Association des critiques de cinéma de Los Angeles                                           | Meilleure actrice dans un second rôle                                      | Melissa Leo | Nomination              |
| 2004  | Association des critiques de cinéma de Los Angeles                                           | Meilleur acteur                                                            | Sean Penn | Nomination              |
| 2004  | Association des critiques de cinéma de Los Angeles                                           | Meilleur acteur dans un second rôle                                        | Benicio del Toro | Nomination              |
| 2004  | Association du cinéma et de la télévision en ligne (Online Film & Television Association)    | Meilleure actrice                                                          | Naomi Watts | Nomination              |
| 2004  | Association du cinéma et de la télévision en ligne (Online Film & Television Association)    | Meilleur acteur dans un second rôle                                        | Benicio del Toro | Nomination              |
| 2004  | Association du cinéma et de la télévision en ligne (Online Film & Television Association)    | Meilleur ensemble                                                          | - | Nomination              |
| 2004  | Association du cinéma et de la télévision en ligne (Online Film & Television Association)    | Meilleur scénario écrit directement pour l'écran                           | Alejandro González Iñárritu et Guillermo Arriaga | Nomination              |
| 2004  | Association du cinéma et de la télévision en ligne (Online Film & Television Association)    | Meilleur montage de film                                                   | Stephen Mirrione | Nomination              |
| 2004  | Association turque des critiques de cinéma (Turkish Film Critics Association (SIYAD) Awards) | Meilleur film étranger                                                     | 2ème place | Nomination              |
| 2004  | Cercle des critiques de cinéma de Floride                                                    | Prix FFCC du meilleur acteur                                               | Sean Penn | Lauréat                 |
| 2004  | Cercle des critiques de cinéma de Floride                                                    | Prix FFCC de la meilleure actrice                                          | Naomi Watts | Lauréat                 |
| 2004  | Cercle des critiques de cinéma de Vancouver                                                  | Meilleur acteur dans un second rôle                                        | Benicio del Toro | Nomination              |
| 2004  | Esprit du film indépendant                                                                   | Prix de distinction spéciale                                               | Alejandro González Iñárritu, Guillermo Arriaga, Sean Penn, Benicio del Toro, Naomi Wattset Robert Salerno                                                         | Lauréat                 |
| 2004  | Festival international du film de Palm Springs                                               | Prix d'excellence Palmier du désert                                        | Naomi Watts | Lauréat                 |
| 2004  | Guilde des réalisateurs de Grande-Bretagne (Directors Guild of Great Britain)                | Meilleurs réalisateurs dans le cinéma international                        | Alejandro González Iñárritu | Nomination              |
| 2004  | Oscars du cinéma,                                                                            | Meilleure actrice                                                          | Naomi Watts | Nomination              |
| 2004  | Oscars du cinéma,                                                                            | Meilleur acteur dans un second rôle                                        | Benicio del Toro | Nomination              |
| 2004  | Prix Chlotrudis                                                                              | Meilleure photographie                                                     | Rodrigo Prieto | Nomination              |
| 2004  | Prix de la bande-annonce d'or                                                                | Prix de la bande-annonce d’or de la meilleure voix off                     | Sean Penn | Lauréat                 |
| 2004  | Prix de la bande-annonce d'or                                                                | Meilleure bande-annonce d’un film dramatique                               | - | Nomination              |
| 2004  | Prix de la critique de cinéma de l'Iowa                                                      | Prix IFC du meilleur acteur dans un second rôle                            | Benicio del Toro | Lauréat                 |
| 2004  | Prix du cinéma en ligne italien (IOMA) (Italian Online Movie Awards (IOMA))                  | Prix IOMA de la meilleure actrice                                          | Naomi Watts | Lauréat                 |
| 2004  | Prix du cinéma en ligne italien (IOMA) (Italian Online Movie Awards (IOMA))                  | Prix IOMA du meilleur acteur dans un second rôle                           | Benicio del Toro | Lauréat                 |
| 2004  | Prix du cinéma en ligne italien (IOMA) (Italian Online Movie Awards (IOMA))                  | Prix IOMA du meilleur casting                                              | - | Lauréat                 |
| 2004  | Prix du cinéma en ligne italien (IOMA) (Italian Online Movie Awards (IOMA))                  | Meilleur film                                                              | - | Nomination              |
| 2004  | Prix du cinéma en ligne italien (IOMA) (Italian Online Movie Awards (IOMA))                  | Meilleur acteur                                                            | Sean Penn | Nomination              |
| 2004  | Prix du cinéma en ligne italien (IOMA) (Italian Online Movie Awards (IOMA))                  | Meilleur scénario original                                                 | Guillermo Arriaga | Nomination              |
| 2004  | Prix du cinéma en ligne italien (IOMA) (Italian Online Movie Awards (IOMA))                  | Meilleure photographie                                                     | Rodrigo Prieto | Nomination              |
| 2004  | Prix du cinéma en ligne italien (IOMA) (Italian Online Movie Awards (IOMA))                  | Meilleur montage                                                           | Stephen Mirrione | Nomination              |
| 2004  | Prix du Derby d'or                                                                           | Meilleur scénario original                                                 | Guillermo Arriaga | Nomination              |
| 2004  | Prix du Derby d'or                                                                           | Meilleure actrice                                                          | Naomi Watts | Nomination              |
| 2004  | Prix du Derby d'or                                                                           | Meilleur acteur dans un second rôle                                        | Benicio del Toro | Nomination              |
| 2004  | Prix du Derby d'or                                                                           | Meilleur montage                                                           | Stephen Mirrione | Nomination              |
| 2004  | Prix du Derby d'or                                                                           | Meilleur casting d'ensemble                                                | Benicio del Toro, Danny Huston, Sean Penn et Naomi Watts | Nomination              |
| 2004  | Prix du doublage allemand (German Dubbing Awards)                                            | Prix du doublage allemand du meilleur scénario pour une synchronisation    | - | Lauréat                 |
| 2004  | Prix internationaux du cinéma en ligne (INOCA) (International Online Cinema Awards (INOCA))  | Prix INOCA du meilleur acteur dans un second rôle                          | Benicio del Toro | Lauréat                 |
| 2004  | Prix internationaux du cinéma en ligne (INOCA) (International Online Cinema Awards (INOCA))  | Meilleure actrice                                                          | Naomi Watts | Nomination              |
| 2004  | Prix internationaux du cinéma en ligne (INOCA) (International Online Cinema Awards (INOCA))  | Meilleur scénario original                                                 | Guillermo Arriaga | Nomination              |
| 2004  | Prix internationaux du cinéma en ligne (INOCA) (International Online Cinema Awards (INOCA))  | Meilleur montage de film                                                   | Stephen Mirrione | Nomination              |
| 2004  | Prix mondiaux de la bande originale                                                          | Prix mondial de la bande originale de la découverte de l'année             | Gustavo Santaolalla | Lauréat                 |
| 2004  | Prix Prism                                                                                   | Meilleure représentation dans un long métrage                              | Benicio del Toro | Nomination              |
| 2004  | Prix Prism                                                                                   | Meilleur long métrage                                                      | - | Nomination              |
| 2004  | Prix Satellites                                                                              | Prix Satellite d'or du meilleur acteur dans un film dramatique             | Sean Penn | Lauréat                 |
| 2004  | Prix Satellites                                                                              | Meilleure actrice dans un film dramatique                                  | Naomi Watts | Nomination              |
| 2004  | Prix Satellites                                                                              | Meilleur acteur dans un second rôle dans un film dramatique                | Benicio del Toro | Nomination              |
| 2004  | Prix Satellites                                                                              | Meilleur scénario original                                                 | Guillermo Arriaga | Nomination              |
| 2004  | Récompenses des arts du cinéma et de la télévision de la British Academy,                    | Meilleur scénario original                                                 | Guillermo Arriaga | Nomination              |
| 2004  | Récompenses des arts du cinéma et de la télévision de la British Academy,                    | Meilleur acteur                                                            | Benicio del Toro | Nomination              |
| 2004  | Récompenses des arts du cinéma et de la télévision de la British Academy,                    | Meilleur acteur                                                            | Sean Penn | Nomination              |
| 2004  | Récompenses des arts du cinéma et de la télévision de la British Academy,                    | Meilleure actrice                                                          | Naomi Watts | Nomination              |
| 2004  | Récompenses des arts du cinéma et de la télévision de la British Academy,                    | Meilleur montage                                                           | Stephen Mirrione | Nomination              |
| 2004  | Société de casting d'Amérique                                                                | Meilleur casting pour un film dramatique                                   | Francine Maisler | Nomination              |
| 2004  | Société des critiques de cinéma internationale (International Cinephile Society Awards)      | Prix ICS du meilleur acteur dans un second rôle                            | Benicio del Toro | Lauréat                 |
| 2004  | Société des critiques de films de Las Vegas                                                  | Prix Sierra du meilleur acteur                                             | Sean Penn | Lauréat                 |
| 2004  | Société des critiques de films de Las Vegas                                                  | Meilleur acteur dans un second rôle                                        | Benicio del Toro | Nomination              |
| 2004  | Société des critiques de films de Phoenix                                                    | Prix PFCS de la meilleure performance d'une actrice dans un rôle principal | Naomi Watts | Lauréat                 |
| 2004  | Société des critiques de films de Phoenix                                                    | Prix PFCS du meilleur ensemble d'acteurs                                   | Kevin Chapman, Benicio del Toro, Clea DuVall, Charlotte Gainsbourg, Danny Huston, Melissa Leo, Eddie Marsan, Sean Penn, Naomi Watts, Teresa Delgado et Marc Musso | Lauréat                 |
| 2004  | Société des critiques de films de Phoenix                                                    | Meilleure performance d'un acteur dans un rôle principal                   | Sean Penn | Nomination              |
| 2004  | Société des critiques de films de Phoenix                                                    | Meilleure performance d'un acteur dans un second rôle                      | Benicio del Toro | Nomination              |
| 2004  | Société des critiques de films de Phoenix                                                    | Meilleur scénario original                                                 | Guillermo Arriaga | Nomination              |
| 2004  | Société des critiques de films de Phoenix                                                    | Meilleur montage de film                                                   | Stephen Mirrione | Nomination              |
| 2004  | Société des critiques de films en ligne                                                      | Prix OFCS de la meilleure actrice                                          | Naomi Watts | Lauréat                 |
| 2004  | Société des critiques de films en ligne                                                      | Meilleur réalisateur                                                       | Alejandro González Iñárritu | Nomination              |
| 2004  | Société des critiques de films en ligne                                                      | Meilleur scénario original                                                 | Guillermo Arriaga | Nomination              |
| 2004  | Société nationale des critiques de cinéma                                                    | Meilleure actrice                                                          | Naomi Watts | Nomination              |
| 2004  | Syndicat des acteurs de cinéma et de télévision aux États-Unis                               | Meilleure actrice dans un premier rôle                                     | Naomi Watts | Nomination              |
| 2004  | Syndicat des acteurs de cinéma et de télévision aux États-Unis                               | Meilleur acteur dans un second rôle                                        | Benicio del Toro | Nomination              |

### 2005
| Année | Festivals de cinéma                                            | Catégorie / Récompense            | Nommé(es) / Lauréat(es)     | Nommé(es) / Lauréat(es) |
| ----- | -------------------------------------------------------------- | --------------------------------- | --------------------------- | ----------------------- |
| 2005  | César du cinéma,                                               | Meilleur film étranger            | Alejandro González Iñárritu | Nomination              |
| 2005  | Grand prix du cinéma brésilien                                 | Meilleur film en langue étrangère | -                           | Nomination              |
| 2005  | Prix du cinéma danois                                          | Meilleur film américain           | Alejandro González Iñárritu | Nomination              |
| 2005  | Prix Guldbagge                                                 | Meilleur film étranger            | Alejandro González Iñárritu | Nomination              |
| 2005  | Syndicat national des journalistes cinématographiques italiens | Meilleur réalisateur étranger     | Alejandro González Iñárritu | Nomination              |

## Autour du film
- Le titre du film fait référence à la théorie développée par le médecin américain Duncan MacDougall, selon laquelle l'être humain perdrait 21 grammes au moment de sa mort, ceci correspondant au poids de l'âme[17].
- Le réalisateur dédie 21 Grammes à son épouse Maria Eladia avec une dédicace, qui figure au générique en espagnol, faisant allusion à l'enfant que le couple a perdu quelques jours après sa naissance : Pues cuando ardió la pérdida, reverdecieron sus maizales (« Alors... quand la perte fut consumée, son champ de maïs reverdit »).